# Dorfkirche Ruhlsdorf (Nuthe-Urstromtal)

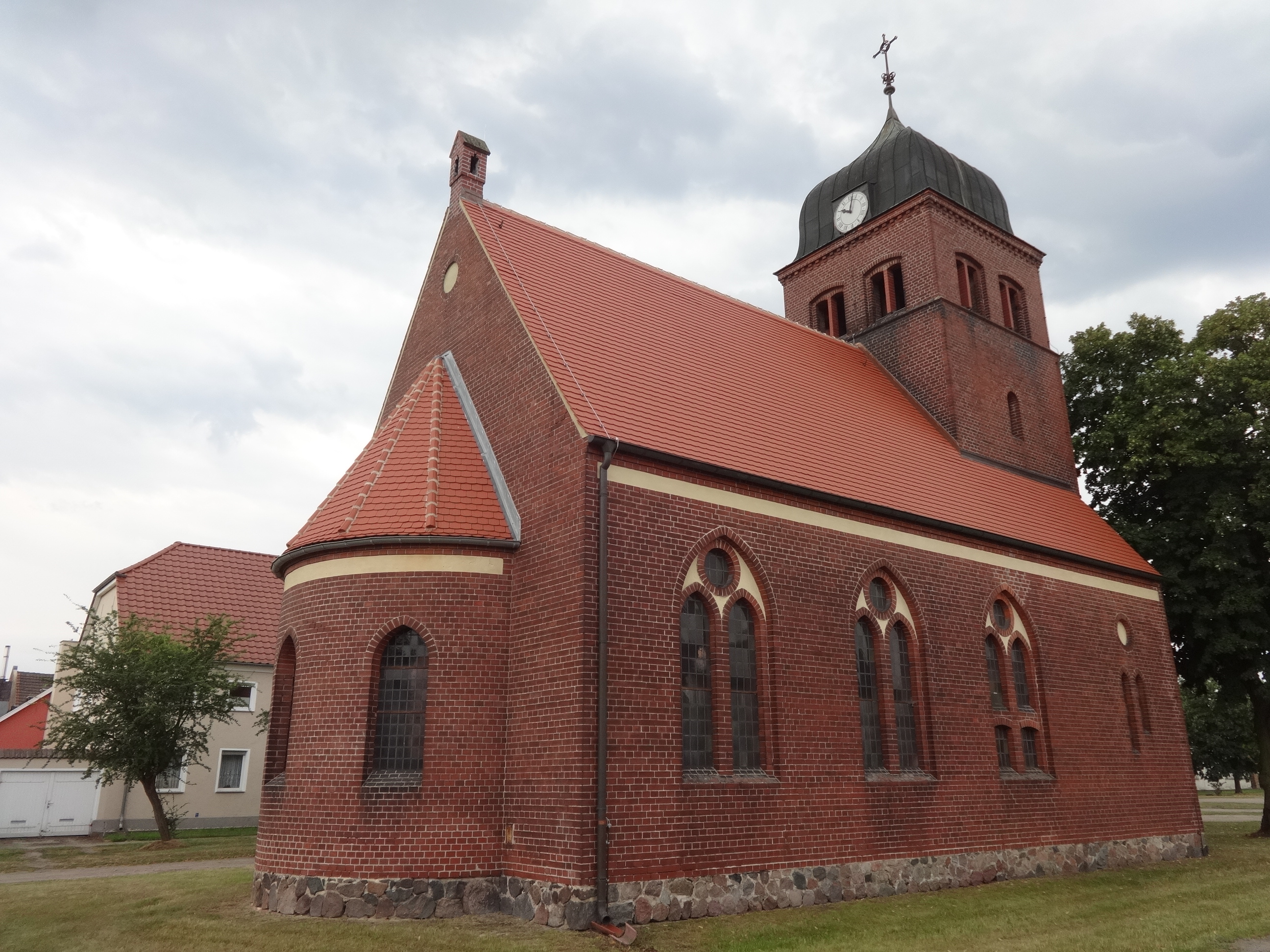
Dorfkirche Ruhlsdorf

Die evangelische Dorfkirche Ruhlsdorf ist ein neogotischer Sakralbau in Ruhlsdorf, einem Ortsteil der Gemeinde Nuthe-Urstromtal im Landkreis Teltow-Fläming in Brandenburg.

## Geschichte
Über die Baugeschichte ist bislang nicht viel bekannt. Im Jahr 1904 beauftragte die Kirchengemeinde die Baufirma R. Bornkam mit der Errichtung der Kirche.

## Architektur

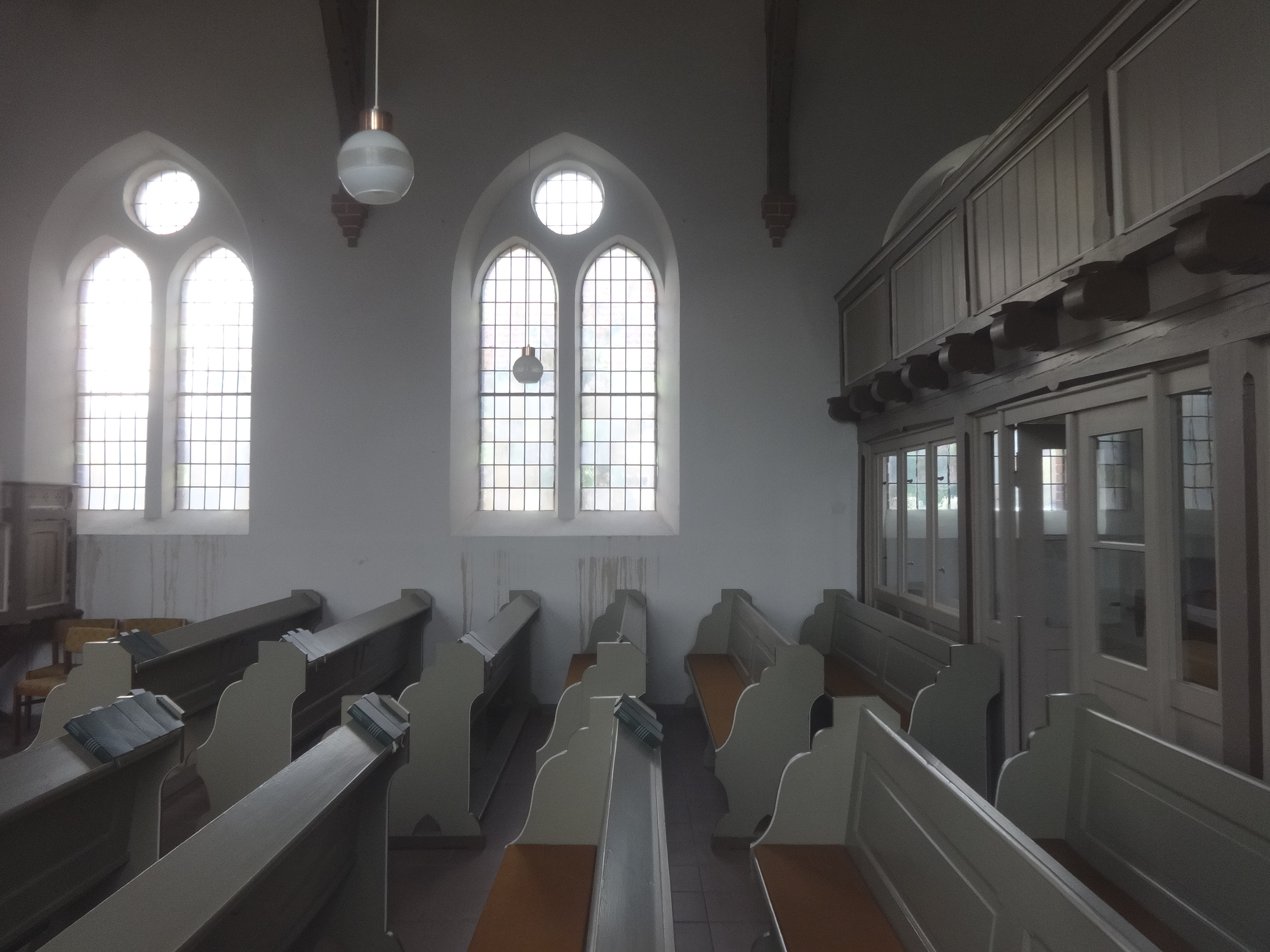
Blick ins Kirchenschiff

Das Bauwerk wurde im Stil der Neugotik aus rötlichem Mauerstein mit einem Sockel aus Feldsteinen errichtet. Die Nord- und Südseite des Kirchenschiffs ist geometrisch gegliedert und symmetrisch aufgebaut: Unterhalb des Westturms sind zwei kleine spitzbogenförmige Öffnungen, von denen die westliche ein wenig höher gesetzt ist. Oberhalb ist ein kreisförmiges Fenster erkennbar, das auf der Nordseite als weiß verputzte Blende ausgeführt wurde. In der Flucht dieser Elemente wurden die drei großen neugotischen Fenster im Kirchenschiff gleichmäßig über die verbliebene Fläche verteilt. Sie bestehen aus je zwei gekuppelten spitzbogenförmigen Fenstern mit einem ebenfalls darüber angeordneten kreisförmigen Fenster. Die tiefer liegenden Flächen sind ebenfalls hell verputzt. Den Übergang zur Traufe schafft – über die gesamte Breite des Kirchenschiffs – ein helles, verputztes Band. Dieses Stilelement findet sich auch in der eingezogenen, halbrunden Apsis mit drei Fenstern wieder. Oberhalb des Kegeldachs ist eine kreisförmige Blende im Giebel. Darüber sitzt ein kleiner Dachreiter. Das schlichte Satteldach ist, wie auch das Dach der Apsis, mit rötlichem Biberschwanz eingedeckt.
Im rechteckigen, massiv wirkenden Westturm sind im an der Nord- und Südseite in Höhe des Dachs zwei segmentbogenförmige Fenster vorhanden. Ein Gesims trennt das Turmgeschoss mit je zwei gekuppelten, bienenkorbförmigen Klangarkaden pro Seite ab. Darüber ist eine geschweifte Turmhaube mit einer Turmkugel und einem Kreuz. Der Zugang zur Kirche erfolgt durch ein spitzbogenförmiges Portal, in das einen bienenkorbförmige Pforte eingebaut ist. Darüber sind achssymmetrisch ein kreisförmiges Fenster sowie zwei weitere, segmentbogenförmige Fenster angeordnet.

## Ausstattung
Die Kirchenausstattung, darunter eine hölzerne Westempore stammt aus der Bauzeit. Darauf befindet sich eine zweimanualige Orgel des thüringischen Orgelbauers Adam Eifert. Das Instrument mit neun Registern wurde 2017 saniert. Im Südosten des Langhauses steht eine Kanzel mit polygonalem Kanzelkorb.